# Källaren Stralsund

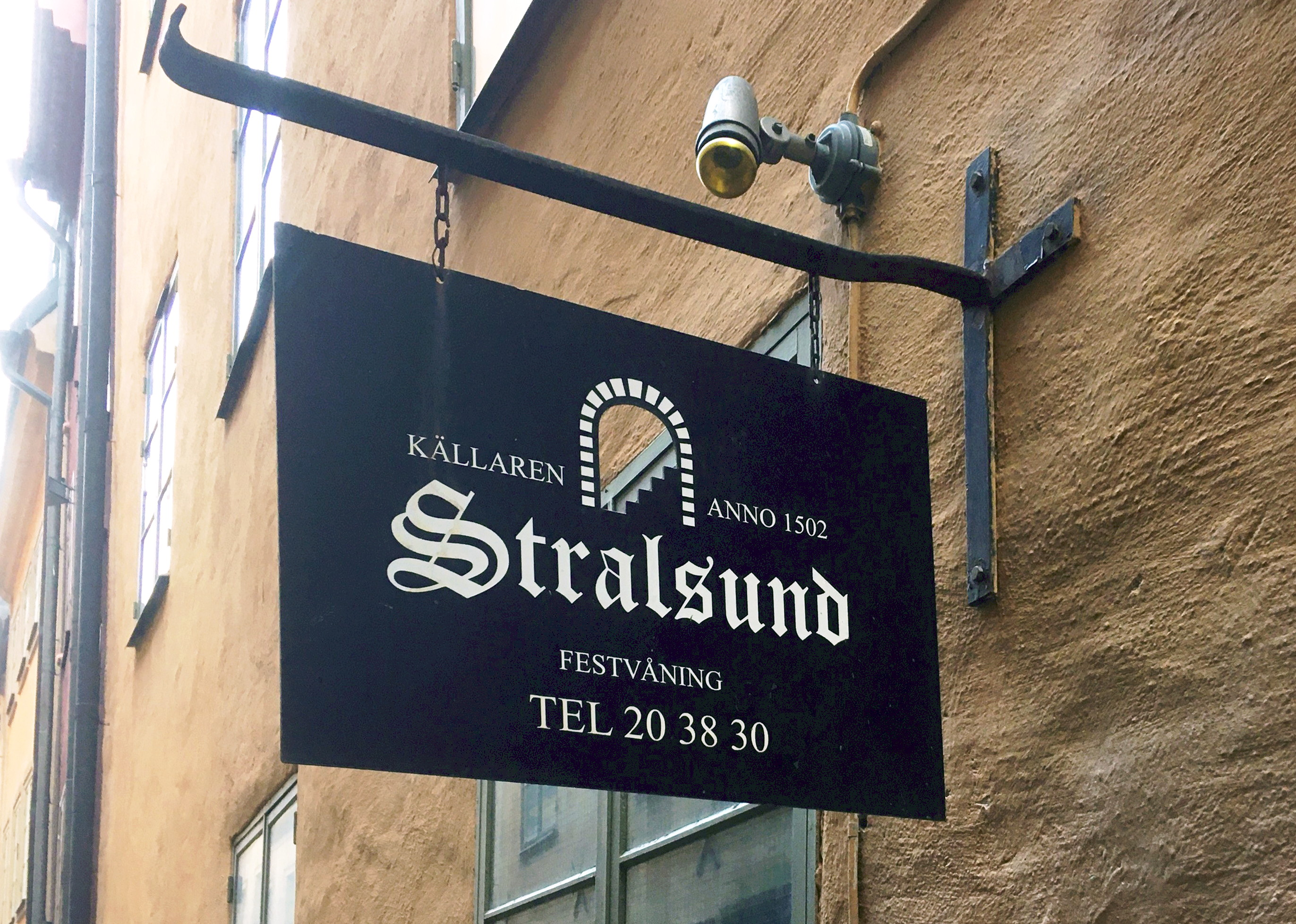
Källaren Stralsunds flaggskylt.

Källaren Stralsund är en festvåning belägen i kvarteret Pollux på Skottgränd 9 i Gamla Stan, Stockholm. Verksamheten kan dateras tillbaka till år 1502 och Stralsund räknas därmed som Stockholms äldsta dokumenterade festlokal och värdshus med utskänkningstillstånd. Stralsund blev även känd under namnen "Engelsmannen", "Holländske Dyhn" och "Hôtel du Petersburg". Carl Michael Bellman omnämnde källaren i sin visa "Bacci Soldaters Källaremarsch".

## Historik
De första källarvalven, som så småningom började användas som vinkällare, byggdes sannolikt någon gång under 1300-talet. Husdelen ovanpå byggdes därefter och innehade vinstuga och härbärge-
Ägarlängdens tidigaste spår går tillbaka till början av 1500-talet. Dessförinnan tillhandahöll bland annat "Båtsman Hiertz enka" illegal utskänkning och galanta damer under nitton års tid. Husdelen ovanpå byggdes därefter och innehöll vinstuga och härbärge.
Carl Michael Bellman, Lasse Lucidor och under senare år The Rolling Stones, har varit gäster på Källaren Stralsund.

### Tidslinje

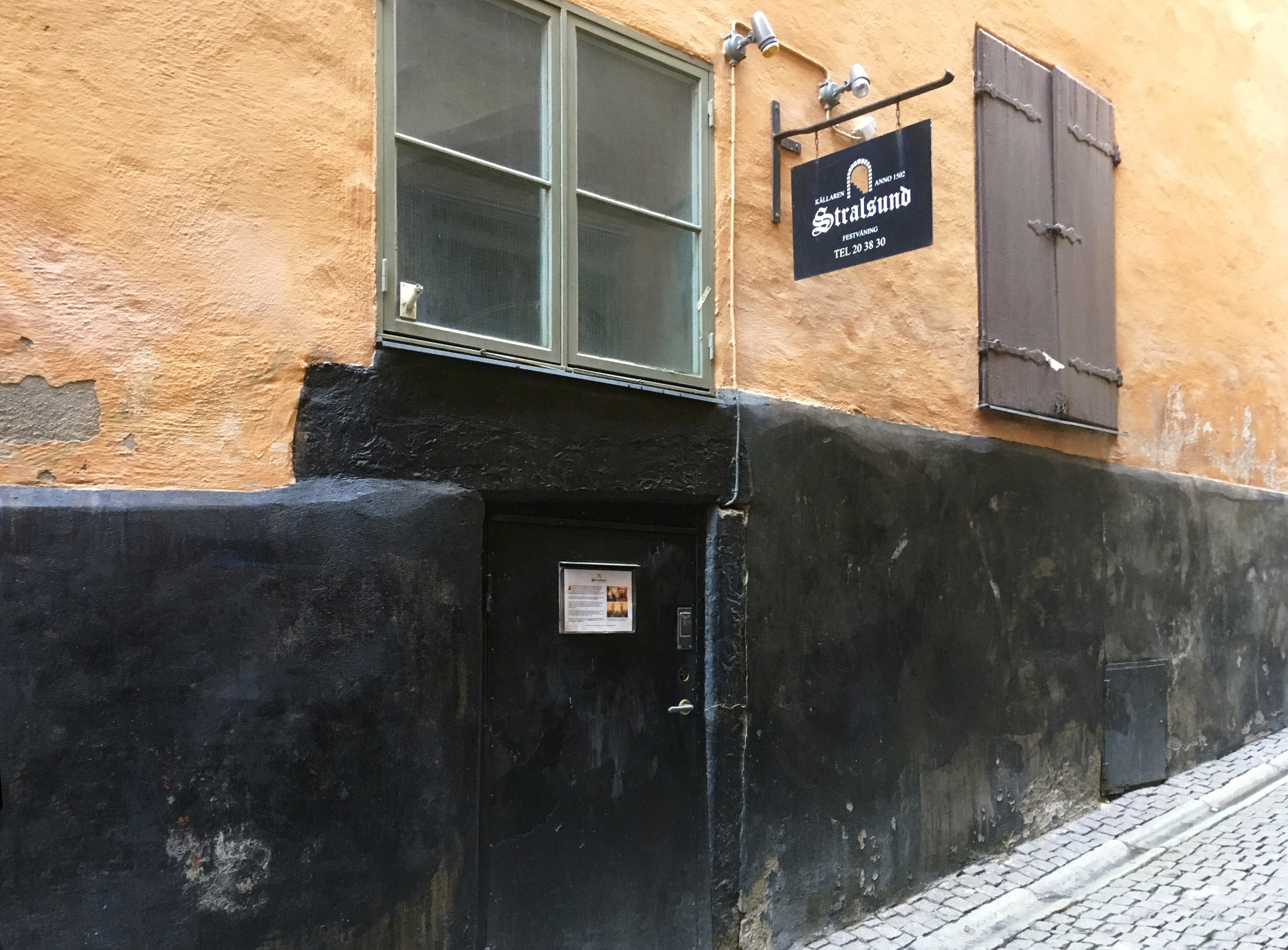
Källaren Stralsunds entré, oktober 2019.

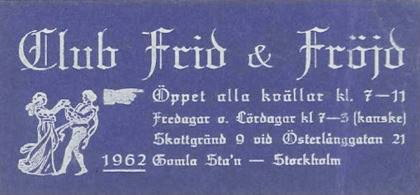
Jazzcluben "Frid & Fröjd" 1962.

- 1502 "Källaren Stralzund". Mattis Ryaner drev härbärge och källarens första offentliga krog med lagligt utskänkningstillstånd. Mattis Ryaner öppnade vinstugan i gatuplanet. Lokalens existens som vinkällarens fram till år 1831 och vinskänkarnas verksamhet är omtalad av många historiker. Källaren Stralsund stavades även med "z" när det passade under denna tid p.g.a. att svenska språket varierade när det gäller stavning och regler. Tyska talades i städerna och Gamla Stan dominerades av tyskar, därav namnet Stralsund.
- 1626-1659 "Engelsmannen". Vinskänken Thomas Parker, även kallad "Thomas Engelsmannen", ändrade namnet på källaren.
- 1659-1667 "Holländske Dyhn". Gert Albrechtsson, holländare, uppkallar källaren efter ett fartyg med samma namn.
- 1671 Gerts änka, Elisabeth Vren, tog över källaren som i sin tur överlät den till sin make, vinskänken Michael Berg. Efter hans död 1703 övertog sonen Michael Christian Berg.
- 1713 Michael Christian Berg dog och rörelsen fortsatte i hans änkas regi, Maria Berg, dotter till vinskänken på "Källaren Draken".
- 1716 Vinskänken Johan Hornstein övertog källaren.
- 1720 Vinskänken Johan Wendel Pfeiffer, en betrodd man inom Vinskänkssocieteten såsom Äldste föreståndare, övertog Källaren. Den ansågs under hans tid som en av de mest ansedda källarna.
- 1743 Den förre ägaren överlät källaren till sin måg, Carl Pfannenstill, som tidigare innehaft Riga och som i sin tur uppsade burskap för staden.
- 1767 Pantsattes huset i Riksbanken och källaren såldes till vinskänken Friedrich Reiners på "Stora Vinfatet".
- 1768 Källarmästare blev Johan Gustaf Falck, tidigare innehavare av källaren "Stockholms Slott". Han avled samma år, och källaren togs över av Johan Lorentz Finck, vinskänk på "Götha Lejon".
- 1773 Vinskänken Carl Georg Norberg. Källaren ägde bestånd ännu 1831 och lades ned i början av 1832 sedan dess siste innehavare gått i konkurs. Efter konkursen fungerade vinkällaren som vinlager under ledning av änkan Maria Christina Martin. Vindragare Petur Peterson förestod vinlagret år 1852-1857.
- 1857 "Hôtel du Petersburg". Vaktmästaren vid Stockholms slott, Johan Lindqvist, drev värdshus i källaren. Under en tid användes lokalerna som sillsalteri och lutfiskförvaring.
- 1940- till 1980-talen Källarens ursprungliga verksamhet togs åter upp under jazzens tidevarv, under namn som "Frid och Fröjd", "Star Club", "Club Jam" och så vidare.
- Idag Stralsunds verksamhet består huvudsakligen i catering, uthyrning av festvåningen med plats för cirka 50 gäster samt anordnandet av ett årligt julbord.